# E la chiamano estate
Pour plus de détails, voir Fiche technique et Distribution.
E la chiamano estate (en français : Ils appellent ça l'été) est un film italien de Paolo Franchi sorti en 2012. 
Présenté au Festival international du film de Rome. Le titre rappelle celui de la chanson de Bruno Martino de 1965.

## Synopsis
Dino et Anna sont deux quadragénaire et leur liaison est le fruit d'un amour non conventionnel et transgressif. 
Anna est toujours amoureuse de Dino qui se soustrait aux rapports intimes et préfère rencontrer des prostituées et fréquenter les milieux échangistes. 
Dino finit par vouloir retrouver les ex fiancés de son épouse Anna et pour découvrir le type de rapport intimes que ceux-ci avaient avec son épouse, ils les invite à prendre fortuitement sa place dans le lit conjugal.

## Fiche technique
- Titre original : E la chiamano estate
- Titre français : Ils appellent ça l'été
- Réalisation :Paolo Franchi
- Scénario : Paolo Franchi
- Mise en scène : Paolo Franchi, Daniela Ceselli, Rinaldo Rocco, Heidrun Schleef
- Décors : Gianmaria Cau
- Musique : Philippe Sarde
- Costumes : Alessandro Lai
- Photographie : Cesare Accetta, Enzo Carpineta
- Production : Pavarotti International production
- Société de distribution : Officine UBU
- Pays d'origine :  Italie
- Langue originale : italien
- Format : couleur
- Genre : sentimental, mélodrame
- Durée : 97 minutes
- Date de sortie : 
  -  Italie : 22 novembre 2012

## Distribution
- Isabella Ferrari : Anna
- Jean-Marc Barr : Dino
- Filippo Nigro : Lo scambista
- Luca Argentero : Alessandro
- Eva Riccobono : La prostituée balafrée
- Anita Kravos : Autre prostituée
- Jean-Pierre Lorit : Ing. Laudani
- Christian Burruano : le jeune amant d'Anna
- Maurizio Donadoni : Carlo
- Romina Carrisi : Chiara
- Anna Rita Del Piano

## Tournage
Avec la contribution de Apulia Film Commission, le film a été tourné dans les Pouilles au cours du mois de septembre 2011 : en particulier à Bari (littoral, centre ville, piazza Luigi di Savoia, via Putignani, négoce Minotti près du Kursaal Santalucia), Monopoli et sur les plages de la Marina d'Ostuni et à Fasano.

## Diffusion
La distribution est assurée dans les salles par Officine UBU. Le film est sorti en salle le 22 novembre 2012.

## Distinctions

### Prix
Festival international du film de Rome - 2012
- Prix de la meilleure réalisation à Paolo Franchi
- Marc'Aurelio d'Argento pour la meilleure actrice à Isabella Ferrari
- Nomination de Marc'Aurelio d'Oro pour le meilleur film